# Hybos bispinipes
Hybos bispinipes är en tvåvingeart som beskrevs av Saigusa 1965. Hybos bispinipes ingår i släktet Hybos och familjen puckeldansflugor.
Artens utbredningsområde är Taiwan. Inga underarter finns listade i Catalogue of Life.